# Chuck (album)
A kanadai Sum 41 Punk együttes negyedik albuma melyet 2004-ben adtak ki.

## Számok
- - 1.  "Intro"
  - 2.  "No Reason"
  - 3.  "We're All to Blame"
  - 4.  "Angels with Dirty Faces"
  - 5.  "Some Say"
  - 6.  "The Bitter End"
  - 7.  "Open Your Eyes"
  - 8.  "Slipping Away"
  - 9.  "I'm Not the One"
  - 10. "Welcome to Hell"
  - 11. "Pieces"
  - 12. "There's No Solution"
  - 13. "88"

## Bónusz számok
- - 14. "Noots"
  - 15. "Moron" (csak Japánban)
  - 16. "Subject to Change" (csak Japánban)

## Tagok
- - Deryck Whibley – ének, ritmusgitár
  - Jason McCaslin – basszusgitár, vokál
  - Steve Jocz – dob, vokál
  - Dave Baksh – szólógitár, vokál